# АЭС Фессенхайм
АЭС Фессенхайм (фр. Centrale nucléaire de Fessenheim) — закрытая атомная электростанция на северо-востоке Франции в регионе Эльзас.
Станция расположена на берегу Большого Эльзасского канала на территории коммуны Фессенхайм в департаменте Верхний Рейн близ границы с Германией в 28 км на северо-восток от города Мюлуз.
АЭС включает в свой состав два энергоблока с реакторами с водой под давлением (PWR) CP0 конструкции Framatome мощностью по 900 МВт каждый.
Строительство станции началось в 1970 году, ввод в эксплуатацию состоялся в 1977 году. До своего закрытия 29 июня 2020 года являлась старейшей действующей атомной станцией Франции.

## Инциденты
9 апреля 2014 года на первом реакторе станции была обнаружена утечка в водоводе, в результате он был остановлен.
20 апреля 2014 года на АЭС Фессенхайм произошла ещё одна авария. Второй реактор станции был остановлен по причине закрытия клапана на турбогенераторе.

## Закрытие АЭС
Одним из предвыборных обещаний президента Франции Франсуа Олланда стало скорое закрытие АЭС Фессенхайм. По его обещанию станцию должны были полностью остановить в 2016 году. Негатив по отношению к станции связан не только с тем, что она является старейшей из действующих АЭС Франции, но и расположением её в сейсмически опасной зоне — рядом находится разлом долины Рифт. Сама станция построена на участке с близким к поверхности залеганием грунтовых вод, возможное загрязнение которых станет катастрофическим для значительной части района. За закрытие АЭС Фессенхайм выступают и власти расположенных рядом стран — Германии и Швейцарии.
29 сентября 2015 года информационные агентства со ссылкой на президента страны Франсуа Олланда сообщили, что АЭС Фессенхайм не будет закрыта в 2016 году. Президент Олланд в этой связи заявил, что не отказывается от обещания, и правительство запустит «необратимую» процедуру, которая в конечном итоге приведёт к закрытию АЭС Фессенхайм после многократно откладывавшегося пуска блока Фламанвилль-3.
В 2018 году президент Эммануэль Макрон представил новую энергетическую стратегию, по которой оба энергоблока АЭС Фессенхайм должны быть остановлены весной 2020 года (в соответствие с актуальным графиком пуска Фламанвилль-3). 26 сентября 2019 года стало известно, что первый и второй энергоблоки будут остановлены раньше ранее обозначенных сроков — в феврале и июле 2020 года соответственно. 
Первый реактор был остановлен 22 февраля 2020 года. Закрытие второго реактора и прекращение работы станции состоялось поздно вечером[значимость факта?] 29 июня 2020 года.

## Информация об энергоблоках
| Энергоблок   | Тип реакторов | Мощность | Мощность | Начало строительства | Физпуск    | Подключение к сети | Ввод в эксплуатацию | Закрытие   |
| Энергоблок   | Тип реакторов | Чистый   | Брутто   | Начало строительства | Физпуск    | Подключение к сети | Ввод в эксплуатацию | Закрытие   |
| ------------ | ------------- | -------- | -------- | -------------------- | ---------- | ------------------ | ------------------- | ---------- |
| Фессенхайм-1 | PWR, CP0      | 880 МВт  | 920 МВт  | 01.09.1971           | 07.03.1977 | 06.04.1977         | 01.01.1978          | 22.02.2020 |
| Фессенхайм-2 | PWR, CP0      | 880 МВт  | 920 МВт  | 01.02.1972           | 27.06.1977 | 07.10.1977         | 01.04.1978          | 29.06.2020 |